# هیروکی شیمووادا
هیروکی شیمووادا (انگلیسی: Hiroki Shimowada; ۸ آوریل ۱۹۷۶ – ) صداپیشگی در ژاپن، بازیگر، و موسیقی‌دان اهل ژاپن بود.